# Przelatucha
Przelatucha (Petinomys) – rodzaj gryzoni z podrodziny wiewiórek (Sciurinae) w obrębie rodziny wiewiórkowatych (Sciuridae).

## Rozmieszczenie geograficzne
Rodzaj obejmuje gatunki występujące w Indiach, na Sri Lance, w Mjanmie, Tajlandii, Malezji, na Filipinach i w Indonezji.

## Morfologia
Długość ciała (bez ogona) 92–370 mm, długość ogona 85–460 mm; masa ciała 22–1100 g.

## Systematyka
Rodzaj zdefiniował w  roku angielski zoolog Oldfield Thomas w artykule zatytułowanym Rodzaje i podrodzaje grupy Sciuropterus z opisami trzech nowych gatunków, opublikowanym w czasopiśmie „The Annals and magazine of natural history”. Gatunkiem typowym jest (oryginalne oznaczenie) przelatucha leśna (P. lugens). 

### Etymologia
Petinomys: gr. πετεινος peteinos (również πετηνος petēnos) ‘zdolny do latania, latający’; μυς mus, μυος muos ‘mysz’.

### Podział systematyczny
Do rodzaju należą następujące występujące współcześnie gatunki:
| Grafika | Gatunek                 | Autor i rok opisu | Nazwa zwyczajowa            | Podgatunki         | Rozmieszczenie geograficzne | Podstawowe wymiary                               | Status IUCN |
| ------- | ----------------------- | ----------------- | --------------------------- | ------------------ | --- | ------------------------------------------------ | ----------- |
|         | Petinomys setosus       | (Temminck, 1844)  | przelatucha białobrzucha    | gatunek monotypowy | północna i wschodnia Mjanma, północno-zachodnia Tajlandia, półwyspowa część Tajlandii i Malezji, Sumatra oraz północna część Borneo | DC: 9,2–12,8 cm DO: 8,5–11,8 cm MC: 26–58 g      | VU          |
|         | Petinomys fuscocapillus | (Jerdon, 1847)    | przelatucha brunatnoogonowa | gatunek monotypowy | południowe Indie (Ghaty Zachodnie) oraz środkowa i południowa Sri Lanka                                                             | DC: 18,7–34 cm DO: 24–29 cm MC: 300–712 g        | LC          |
|         | Petinomys crinitus      | (Hollister, 1911) | przelatucha płaskoogonowa   | gatunek monotypowy | endemit Filipin: Dinagat, Siargao, Mindanao i Basilan                                                                               | DC: około 31 cm DO: około 26 cm MC: około 1,1 kg | LC          |
|         | Petinomys mindanensis   | (Rabor, 1939)     | przelatucha mindanajska     | gatunek monotypowy | endemit Filipiny: Dinagat, Siargao i Mindanao                                                                                       | DC: 32–37 cm DO: 34–46 cm MC: brak danych        | LC          |
|         | Petinomys genibarbis    | (Horsfield, 1822) | przelatucha wąsata          | gatunek monotypowy | Półwysep Malajski, Sumatra, Bangka, Borneo i wschodnia Jawa                                                                         | DC: 14,2–19,5 cm DO: 15,5–19,2 cm MC: 52–110 g   | VU          |
|         | Petinomys vordermanni   | (Jentink, 1890)   | przelatucha sundajska       | gatunek monotypowy | skrajnie południowa Mjanma, Półwysep Malajski, Borneo i Belitung (na południowy wschód od Borneo)                                   | DC: 9,2–12 cm DO: 8,9–12 cm MC: 22–52 g          | VU          |
|         | Petinomys hageni        | (Jentink, 1888)   | przelatucha samotna         | gatunek monotypowy | endemit Indonezji: północna Sumatra i południowo-zachodnie Borneo (Kalimantan)                                                      | DC: 23–28 cm DO: 23–25 cm MC: około 388 g        | DD          |
|         | Petinomys lugens        | (O. Thomas, 1895) | przelatucha leśna           | gatunek monotypowy | endemit Indonezji: Wyspy Mentawai (Siberut, Sipura i Północna Pagai) na zachód od Sumatry                                           | DC: 23–28 cm DO: 21–23 cm MC: około 433 g        | VU          |

Kategorie IUCN:  LC  – gatunek najmniejszej troski,  VU  – gatunek narażony,  DD  – gatunki o nieokreślonym stopniu zagrożenia. 
Opisano również gatunek wymarły z neogenu Mongolii:
- Petinomys auctor Qiu Zhuding, 1991